# 寶可夢系列 (遊戲)
寶可夢（旧译）

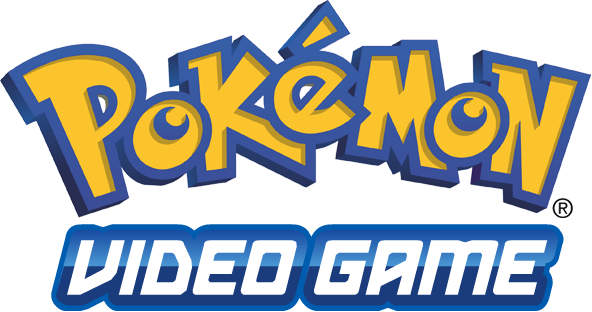
宝可梦Logo

是由Game Freak開發、任天堂與寶可夢公司發行的電子遊戲系列，為寶可夢跨媒體系列的一部分。系列以角色扮演遊戲為核心，首部作品在1996年發行於Game Boy，後續作品登陸任天堂各世代遊戲機。
早期作品通常分為兩個版本，版本間有少許差異；新世代遊戲機上也會重製過往的作品。除了主要的角色扮演遊戲外，系列還推出不同公司開發的各類衍生作品，類型涵蓋動作角色扮演、益智、格鬥、電子寵物等。
包括衍生作品在內，截止2024年3月底，全球的總銷量突破4.8億套，為全球第二暢銷電子遊戲系列，僅次於任天堂的瑪利歐系列。

## 評價
| 游戏                                        | 銷量    | GameRankings | Metacritic |
| ------------------------------------------- | ------- | ------------ | ---------- |
| 寶可夢 紅／綠／藍                           | 3,138萬 | 88%          | -          |
| 寶可夢 皮卡丘                               | 1,464萬 | 85%          | -          |
| 寶可夢 金／銀                               | 2,310萬 | 90%          | -          |
| 寶可夢 水晶                                 | 639萬   | 80%          | -          |
| 寶可夢 紅寶石／藍寶石                       | 1,622萬 | 84%          | 82/100     |
| 寶可夢 火紅／葉綠                           | 1,200萬 | 81%          | 81/100     |
| 寶可夢 綠寶石                               | 706萬   | 77%          | 76/100     |
| 寶可夢 鑽石／珍珠                           | 1,767萬 | 85%          | 85/100     |
| 寶可夢 白金                                 | 760萬   | 83%          | 84/100     |
| 寶可夢 心金／魂銀                           | 1,272萬 | 88%          | 87/100     |
| 宝可梦 黑／白                               | 1,564萬 | 86%          | 87/100     |
| 宝可梦 黑2／白2                             | 852萬   | 81%          | 80/100     |
| 宝可梦 X／Y                                 | 1,673萬 | 87%          | 87/100     |
| 寶可夢 歐米加紅寶石／阿爾法藍寶石           | 1,462萬 | 84%          | 83/100     |
| 精靈寶可夢 太陽／月亮                       | 1,633萬 | 88%          | 87/100     |
| 精灵宝可梦 究极之日／究极之月               | 921萬   | 83%          | 84/100     |
| 精靈寶可夢 Let's Go！皮卡丘／Let's Go！伊布 | 1,507萬 | 78%          | 80/100     |
| 寶可夢 劍／盾                               | 2,635萬 |              | 81/100     |
| 寶可夢 晶燦鑽石／明亮珍珠                   | 1,506萬 |              | 73/100     |
| 寶可夢傳說 阿爾宙斯                         | 1,500萬 |              | 83/100     |
| 寶可夢 朱／紫                               | 2,521萬 |              | 72/100     |

系列首作《寶可夢 紅／綠》在日本發售的首週，僅售出了約23萬套。但是從第二年起，由於動畫等跨媒體企劃的影響下，使該系列成為了長期經營，並在角色扮演遊戲中創下了世界銷量第一的記錄。由於創造了龐大的銷售，進入生命週期尾端的Game Boy銷售也開始回溫，並帶動了掌上遊戲主機的市場。 自1996年以來，遊戲和商品在全球銷售範圍覆蓋廣闊的市場。金氏世界紀錄授予了《寶可夢》系列8項記錄：其中包括「有史以來最成功的RPG系列」，「最多衍伸電影的遊戲系列」﹑「引發光敏感性癲癇症最多人數的電視節目」等。IGN將《寶可夢》排在第17大最受歡迎的遊戲系列中：「具有紮實的基礎要素﹑讓人上癮的遊戲機制，持有對應掌上主機系列的玩家都應該持有這部RPG」。
2017年，《寶可夢 紅／綠》入選由美國遊戲博物館（ The Strong National Museum of Play ）選出的「2017 世界遊戲名人堂」。